# جغرافيا هيوستن

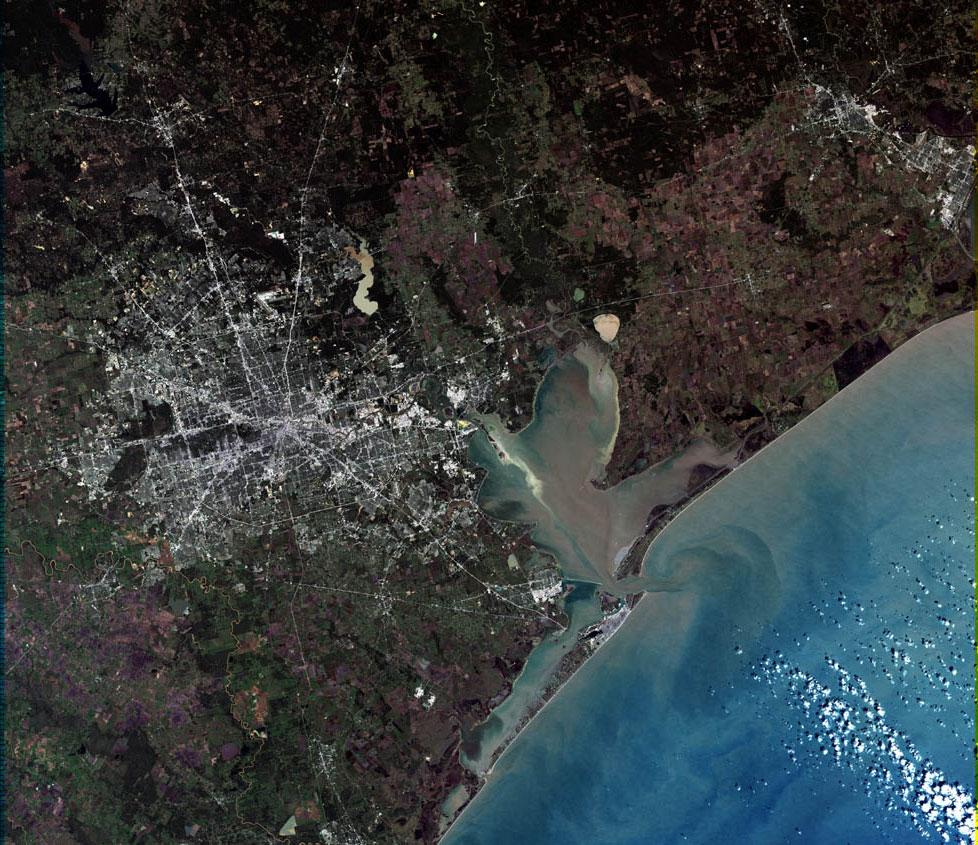
صورة مبرمجة بالألوان لمدينة هيوستن أخدها القمر الصناعي لاندسات 7 التابع للناسا ويظهر جليا في الصورة خليج غالفيستون وجزيرة غالفيستون.

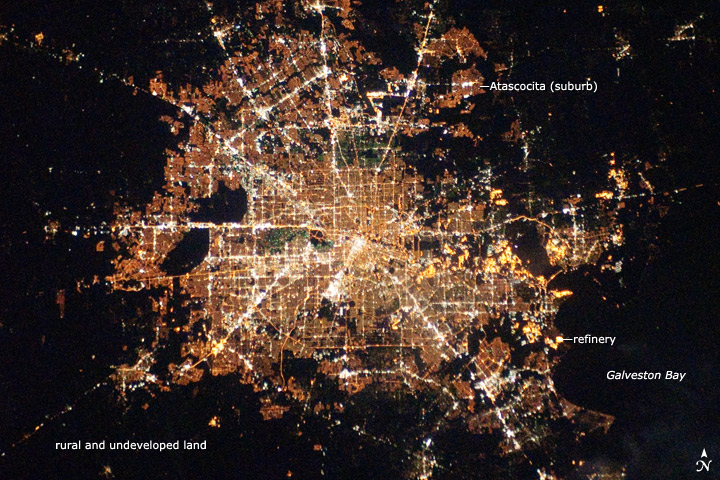
صورة لرائد فضاء لمدينة هيوستن ليلا.

تبعا لمكتب إحصاء الولايات المتحدة تبلغ مساحة مدينة هيوستن 601.7 ميل² (1558.4 كلم²) 579.4 ميل² (1500.7 كلم²) منها تشكل مساحة الأرض و 22.9 ميل² (57.7 كلم²) تشكل مساحة الماء أي ما يعادل 3% من المساحة الكلية.
تقع هيوستن في مجال سهلي ساحلي وتصنف الحياة النباتية بها كمراع معتدلة. بني أغلب المدينة على أرض غابات وسبخات ومستنقعات أو سهوب البراري ويمكن رؤية معظمها في المناطق المجاورة للمدينة.
معظم هيوستن هو أرض منبسطة مما يسبب مشاكل فيضانات وسيول متكررة للسكان. تقع المدينة على ارتفاع 50 قدما عن سطح البحر وأكثر نقطة علوا في المدينة تصل 90 قدما. في السابق اعتمدت المدينة على المياه الجوفية لتحقيق احتياجاتها من الماء لكن انخفاض سطح الأرض اضطرها إلى الاعتماد على المياه السطحية مثل بحيرة هيوستن.
تمر أربعة روافد (بايو) من المدينة أولها بايو بوفالو الذي يمر من داونتاون وقناة السفن بهيوستن وبرايز بايو الذي يمر على طول تكساس ميديكال سانتر ووايت أوك بايو الذي يمر من هايتس وقرب المنطقة الشمالية الغربية وسيمز بايو الذي يمر عبر الجنوب وداونتاون هيوستن. تصل قناة السفن غالفيستون إلى خليج المكسيك.

## الجيولوجيا
يقف سطح أرض هيوستن على صلصال وطفل صفحي هش وغير مدمج ورمل غير متراص ومتلاصق وعميق بعدة أميال. تطورت جيولوجيا المنطقة من تيارات رواسب وحث لجبال الروكي. تتكون هذه الرواسب من سلاسل الرمل والصلصال التي توضعت على المواد العضوية المتحللة التي بمرور الوقت تحولت إلى نفط وغاز طبيعي. يوجد تحت هذه الطبقات طبقة من الهاليت، الملح الصخري، التي نقلها الماء. انضغطت طبقات المسامية على مر الزمن ودفعت نحو الأعلى. نتج عن ذلك حث الملح للرواسب المحيطة على شكل قباب مما غالبا ما تسبب بحصر النفط والغاز الذي تسرب من الرمال سهلة الاختراق المحيطة بهما. توفر التربة السميكة الغنية وسطا ملائما لزراعة الأرز في ضواحي المدينة التي لا زالت تتوسع قرب كاتي. لا زالت دلائل على زراعة للأرز قديمة متمثلة في وفرة طفيليات التربة الغنية العليا.
منطقة هيوستن هي خالية من الزلازل عموما. رغم احتواء مدينة هيوستن على 86 فالق سطحي محدد ونشيط تاريخيا بطول إجمالي يبلغ 149 ميل (240 كلم) فإن الصلصال المتواجد تحت السطح يملأ الفراغات (الفوالق) التي تنتج عن هزات الزلازل. وغالبا ما تتحرك هذه الفوالق بمعدل بطيء يسمى «زحف فالق».

## المنظر المدني

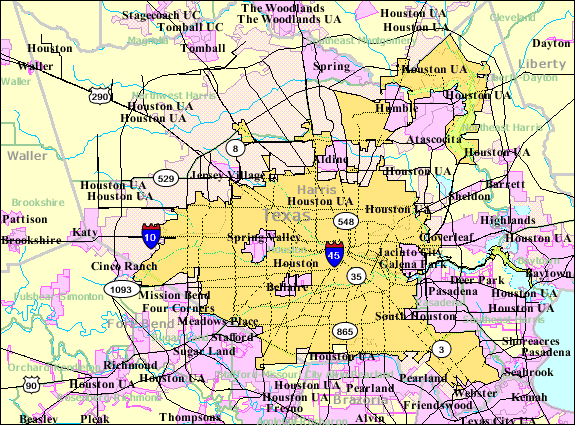
خارطة حدود مدينة هيوستن.

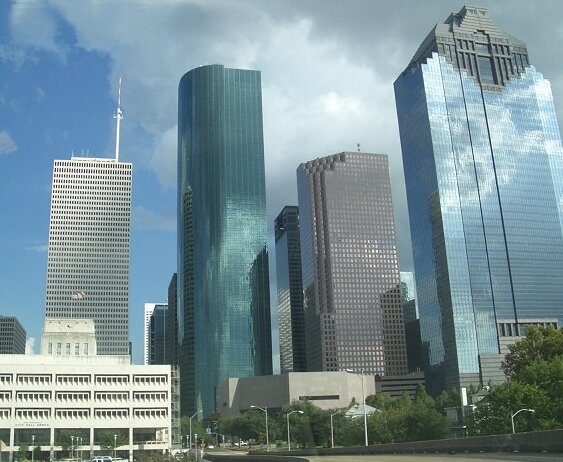
سكايلاين ديستريكت بداونتاون

عندما تأسست مدينة هيوستن في 1837 قسمها مؤسساها، جون كيربي ألن وأوغسطس شابمان ألن، إلى تقسيمات جغرافية سميت بالوارد. حتى اليوم بقيت كلمة وارد مستعملة وتعني لدى مجلس مدينة هيوستن قطاعا ويبلغ عدد القطاعات في المدينة تسعة.
تصنف المناطق في هيوستن إما داخل أو خارج الطريق البيولاياتي 610، وتعرف أيضا بأسماء حلقة 610 (بالإنجليزية: 610 Loop)‏ والحلقة الأصلية (بالإنجليزية: The Inner Loop)‏ والحلقة (بالإنجليزية: The Loop)‏. داخل الحلقة غالبا ما يشمل حي الأعمال المركزي ويعرف نمط حياة وعقلية حضريين. تحمل التسمية الحلقة الأصلية معها تطلعات محبي نمط حياة المدن المتعددة الثقافات.
تقع المناطق المدارية لهيوستن والمطار وضواحي وكلائد المدينة خارج الحلقة. تحيط حلقة طريق أخرى المدينة وهي بيلتواي 8 (المعروف أيضا باسم الطريق الحزامي (بالإنجليزية: Beltway)‏) ويزيد شعاعه عن الطريق 610 بخمسة أميال (8 كلم). هناك حلقة طريق ثالثة وهي طريق الولاية السريع 99 (يعرف أيضا باسم طريق الحديقة الكبير (بالإنجليزية: Grand Parkway)‏) وهو قيد الإنشاء.
تعتبر هيوستن أكبر مدينة في الولايات المتحدة بدون قوانين تقسيم لذا فقد نمت المدينة بطريقة غير اعتيادية. تمتلك هيوستن عدا داونتاون كمركز توظيف في المدينة، خمسة أحياء أعمال مركزية أخرى داخل الحلقة الأصلية وهي تكساس ميديكال سانتر وأبتاون وغرينز بوينت وغرينواي بلازا ووست تشايس. إذا جمعت هذه الأحياء معا ستشكل ثالث داونتاون (حي أعمال) كبرا في الولايات المتحدة. وتمتلك المدينة أيضا ثالث خط أفق كبرا في البلاد (بعد نيويورك وشيكاغو) لكن بما أنه متفرق فيظهر فقط خط أفق حي الأعمال الأول (داونتاون هيوستن) في صور المدينة.

## وصلات خارجية
- خارطة مدينة هيوستن